# José Torrubia
José Torrubia ou Torrubio (Granada, 1698 - Roma, 17 de abril de 1761), foi um missionário  franciscano além de geólogo, paleontólogo, espeleólogo e naturalista espanhol.
Em 1720 partiu para o Pacífico como missionário. Viveu nas Filipinas, no México, em Cuba, na Itália e na França. Ao retornar da França, passa pela vila de Anchuela, em  Guadalajara, onde faz descoberta de fósseis, substanciando o que seria a primeira história natural da Espanha.